# المقراب الثنائي الكبير
المقراب الثنائي الكبير (اختصارًا LBT) هو مقراب ذو مرآتين للرصد الفلكي. بني هذا المقراب على قمة جراهام على ارتفاع 3270 متر في اريزونا بالولايات المتحدة؛ ويعتبر جزءً من مرصد قمة جراهام الدولي [الإنجليزية]. يتكون المقراب الثنائي الكبير من مرآتين رئيسيتين كبيرتين قطر الواحدة منهما 4و8 متر، تقومان بجمع الأشعة الضوئية، كما لو كانا مرآة فريدة ذات قطر 8.11 متر. فهو مقراب عظيم الكبر. كما أنه يمكن أن يصل إلى تباين ضوئي مع استخدام تقنية التداخل الضوئي ما تأتي به مرآة واحدة قطرها 22,8 متر.
خلال عمليات رصد مبدئية وصل عدد ستريل بين 6.0 إلى 8.0 (عدد ستريل 1 يعني صورة مثالية). وفي عمليات رصد اختبارية أخرى وصل عدد ستريل له بين 82.0 - 84.0.
أحد المرآتين الرئيستين رأت النور أول مرة في 12 أكتوبر 2015م، وقد اختير لذلك رصدها للمجرة الحلزونية NGC 891.
وفي أخر عام 2007 ركبت للمقراب كاميرا سي سي دي ذات 36 مليون بكسل (36 ميغا بكسل) بحيث أمكن الحصول على صورة من المرأتين دفعة واحدة.
.

## مشروع تتبناه ثلاثة دول
المقراب الجديد الذي بدأ عمله بعد 8 سنوات بناء وتشييد هو مشروع تشترك في جامعة أريزونا الأمريكية بمقدار 25%، ومؤسسة الأبحاث بنصيب 5.12 % وهي مؤسسة أمريكية، وجامعة أوهايو بنصيب 5.12%، وألمانيا بنصيب 5.12% يستفيد منها مراكز الأبحاث الألمانية: معهد ماكس بلانك للفلك، ومعهد ماكس بلانك لفيزياء خارج الأرض، ومعهد ماكس بلانك لعلم الفلك الراديوي، ومعهد ليبنيز للفيزياء الفلكية بوتسدام، ومرصد هايدلبرغ، وإيطاليا بنصيب 25% يقتنيها المعهد الوطني للفيزياء الفلكية INAF. يقع المقراب الثنائي الكبير على قمة جراهام على ارتفاع نحو 3200 متر. بالنسبة لألمانيا فإن اشتراكها بنصيب 25% يعني حق معاهدها في استغلال 25% من أوقات العمل في المرصد.
وصلت كفاءة المقراب الثنائي كاملة بعد تركيبه وإجراء الأرصاد الابتدائية في مطلع عام 2008. وهذا يمثل اكتمال عمل الكاميرتين الرئيسيتين. وكان من المخطط تغيير جميع الأجهزة الأولى في عام 2011. ويعتبر المقراب الثنائي الكبير هو أكبر مقراب من نوعه في العالم. وفي الواقع توجد مراصد أكبر تعمل بمرآة كبيرة واحدة رئيسية، كما توجد مراصد ذات قاعدة طويلة تعمل على تداخل الاشعة الضوئية، ولكنها ليست مركبة على قاعدة واحدة - عند عملها مع أجهزة تداخل.

## التصميم

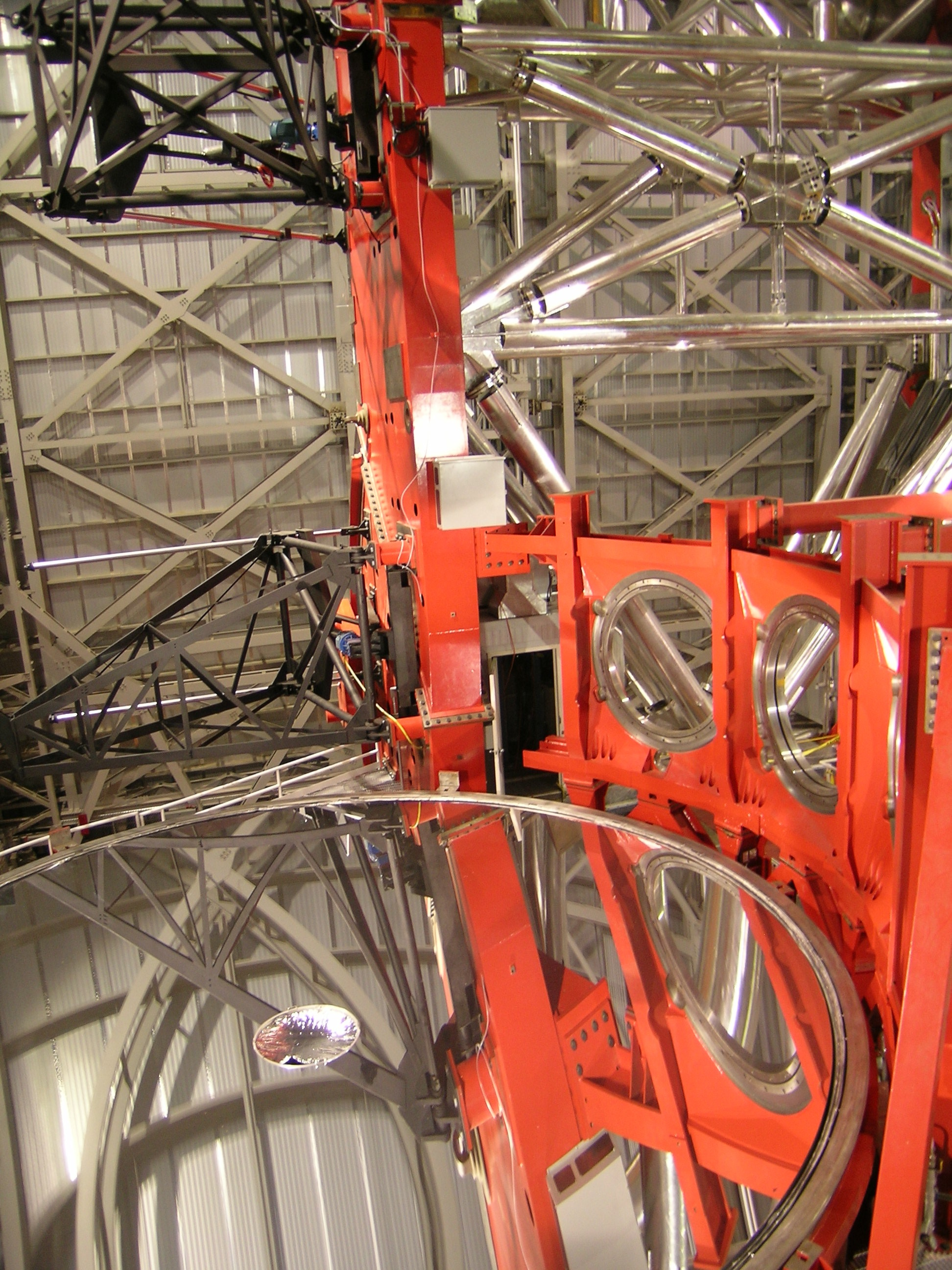
أحد المرآتين.

باستخدام مرآتين (تزن الواحدة منهما 16 طنا) بدلا من مرآة واحدة، نحصل على عدة ميزات:
- تجمع المرآتان ضوءً مماثلاً لما تجمعه مرآة واحدة قطر 8.11 متر. وهو يستطيع تجميع صورة لشمعتين تبعدان عن بعضهما البعض مسافة 100 متر، وتوجدان في الفضاء على بعد نحو 5.2 مليون كيلومتر (وهي مسافة تعادل 7 أمثال بعد القمر عن الأرض).[6]
- يمكن زيادة التباين الضوئي للمقراب الثنائي الكبير بواسطة أجهزة تداخل ضوئي بما يعادل مرآة ذات قطر 8.22 متر.[2]
- بواسطة التداخل يمكن حجب ضوء نجم نظام كوكبي، بغرض رؤية مباشرة ودراسة كواكب خارج المجموعة الشمسية.[7] (جهاز تداخل صفري).

يقوم الباحثون الألمان في أريزونا بإجراء دراسات عن تكوّن النجوم الأولى.

## اكتشافاته
استخدم المقراب الثنائي الكبير مع مقراب XMM-Newton لرصد تجمع مجرات 2XMM J083026+524133 في عام 2008، وهو يبعد عنا نحو 7 مليارات سنة ضوئية.
كما رصد المقراب الثنائي الكبير في عام 2007 وهيج متخلف قدره الظاهري 26 متخلف عن انفجار أشعة غاما كانت آتية من GRB 070125.